# الحظر الفيدرالي للأسلحة الهجومية

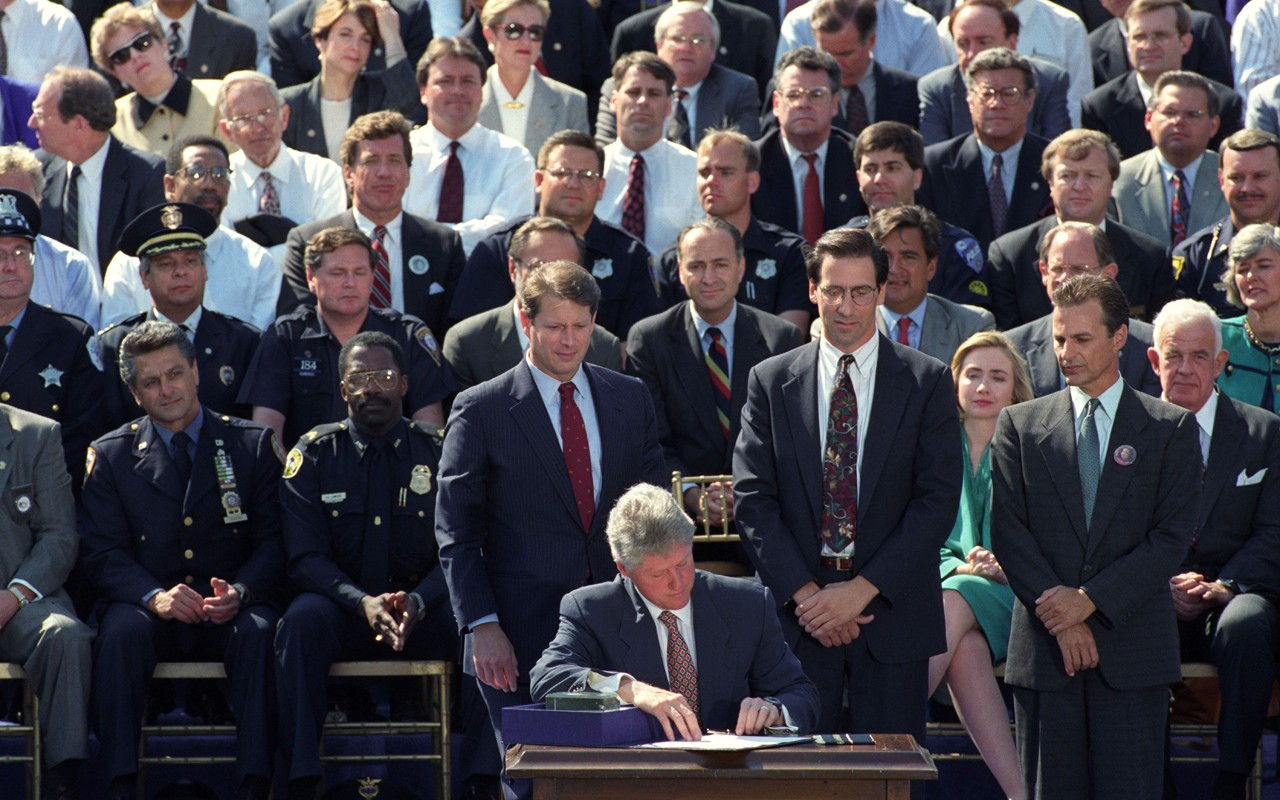
الرئيس الأمريكي (بيل كلينتون) يعتمد رسميا قانون الحظر

قانون الحظر الفيدرالي للأسلحة الهجومية (أوب) _ الذي يعتبر رسمياً ضمن قانون الأمن العام والوقاية من استخدام الأسلحة النارية بغرض الترفيه _يُعد جزءاً منقانون مكافحة الجريمة و إنفاذ القانون لعام 1994، حيث أن القانون الفيدرالي الأمريكي احتوي على بند نّص
على منع تصنيع هذه الأسلحة للاستخدام المدني وخاصةً
الأسلحة النارية شبه الآليه التي تعرف بكونها «أسلحة هجومية»، بالأضافة إلى مخازن الذخائر الحربية التي تُعرف
بسعتها الكبيرة.
حيث قام الكونجرس الأمريكي بفرض هذا الحظر لمدة 10 سنوات في 13 سبتمبر / أيلول 1944م، وتبعه ما يَقْرب من 48 -52 صوت في مجلس الشيوخ موافقين عليه، وفي اليوم نفسه وقع الرئيس (بيل كلينتون) على بنود هذا الحظر. وقد سرى هذا الحظر علي الأسلحة المصنعة بعد إقرار هذا القانون فقط والذي سينتهي في 13 سبتمبر / أيلول 2004م بموجب انقضاء المدة.
و قد تم تقديم العديد من الاعتراضات الدستورية ضد بنود هذا الحظر إلا أن محاكم النقض رفضتها جميعاً، ومن ثم توالت المحاولات العديدة لتجديد هذا الحظر الا إنها باءت بالفشل.
و أوضحت بعض الدراسات أن الحظر كان له تأثير طفيف على النشاط الإجرامي وذلك بسبب المنافذ القانونية المتعددة للحظر، كما أظهر البعض الآخر الانخفاض القليل في حجم عمليات إطلاق النار والتي ازدادت بشكل كبير مباشرة عندما تم رفع الحظر.

## الخلفية
فقد كثّفت الحكومة الفدرالية مجهوداتها المبذولة للحدّ من صناعة هذه الأسلحة الهجومية عام 1989م وذلك عند إطلاق النار على 34 طفل و معلم و قتل 5 أطفال ببندقية  (AK-47) شبه الآلية في مدينة ستوكتون في كاليفورنيا.
و إحدى الأسباب الأخرى لتكثيف هذه المجهودات هي عملية إطلاق النار على مطاعم «لوبي» _تكساس، الولايات المتحدة _ التي حدثت في أكتوبر / تشرين الأول 1991م ونتج عنها مقتل 23 شخصاً واصابة 2.
كما ساهمت عمليةإطلاق النار التي حدثت في شارع كاليفورنيا 101 في يوليو /تموز 1993م في تنفيذ هذا الحظر بسبب مقتل 8 اشخاص واصابة 6 اخرين بمسدسات (TEC-9) شبه الآلية التي تحتوي على زناد ناري *هو جهاز يسمح لإطلاق النار من سلاح ناري شبه آلي بمعدل يقترب من سلاح ناري آلي *.
فكان الهدف من هذا الحظر هو تحقيق المصلحة العامة فيما يخص حجم عمليات إطلاق النار عن طريق الحدّ من الاسلحة اليدوية التي تُعرف باسم «الاسلحة الهجومية شبه الالية» بالإضافة للحدّ من صناعة «مخازن الذخيرة ذات السعة الكبيرة».
ثم توليمجلس الشيوخ الأمريكي مسألة سن وتشريع هذا القانون في نوفمبر / تشرين الثاني 1993م، حيث قالت (ديان فينستين) صاحبة فكرة هذا القانون ومحامون آخرون أن القانون المطروح على الساحة الآن ماهو إلا أضعف نسخة من النسخ الاصلية التي قدمناها. وقد راسل الرؤساء السابقون للولايات المتحدة «جيرالد فورد» و«جيمي كارتر» و «رونالد ريغان» مجلس النواب الأمريكي طلباً لمساعدتهم في تنفيذ هذا الحظر (للاسلحة الهجومية شبه الالية).
و نقلاً عن «سي إن إن الأمريكية» حول استفتاء الرأي العام الذي تم اجراءه عام 1993م، أن 77 % من الشعب الأمريكي قد وافقوا علي حظر صناعة مثل هذه الأسلحة أو بيعها أو حتى امتلاكها.
و بالطبع هناك من عارضوا هذا القرار، فقد حاول «جاك بروكس» المتحدث باسم اللجنة القضائية بمجلس النواب إلغاء هذا الحظر من قانون الجريمة لكنه فشل في نهاية الأمر، وذلك كما عارض الاتحاد القومي للأسلحة هذا الحظر أيضاً. ففي نوفمبر / تشرين الثاني 1993م، قال «بيل مكلارين» المتحدث باسم الاتحاد مبرراً موقف الاتحاد «أن استخدام هذه الاسلحة في الجرائم المُرتكَبة لا يتعدي 1 %» وهذا ما أكدته المذكرة الصادرة عن وزارة العدل عام 1999م.
فقد تم إقرار هذا القانون في سبتمبر / أيلول 1994م على أن ينتهي 2004م نظرا لانقضاء المدة.

## بنود حظر 1994م
تم إقرار قانون حماية الأمن العام والأسلحة النارية كجزء من قانون مكافحة الجريمة و إنفاذ القانون 1994م، علماً بأن الحظر سوف ينتهي 13 سبتمبر / أيلول 2004م.
 القانون يمنع تصنيع ونقل وحياذة «الأسلحة الهجومية شبه الآلية» المذكورة في بنود هذا الحظر.

تم تحديد الاسلحه المجظوره اما عن طريق صنع أو نموذج محدد (بما في ذلك نسخ أو اسخ منه، في أي عيار), أو بخصائص محدده تختلف اختلافا طفيفا وفقا لما إذا كان السلاح مسدسا أو بندقيه أو بندقيه صيد " انظر اسفل المقالة ".تم تعريف علي انه "أي مجلة، حزام، طبله، شريط تغذيه، أو جهاز مشابه
تم تصنيعه بعد تاريخ كتابه (العقد)الذي لديه القدرة، أو التي يمكن استعادتها بسهوله أو تحويلها الي قبول، أكثر من 10 كلمات تقريبا من الذخيرة. 

   تضمن القانون عددا من الاعفائات والأثتثناءات من المحظورات
- يتضمن العقد شرط الحقوق المكتسبة الذي تسمح بحيازة ونقل الأسلحة والذخيرة التي «كانت مملوكة بشكل قانوني في تاريخ التشريع».
- كما أستفاد القانون من 650 نوعا وطرازا من الأسلحة النارية، بما في ذلك أنواع مختلفه من التصفح، وبنادق و بيريتا «, حيث كان ينظراليهما في المقام الأول علي انها» مناسبة للممارسة المستهدفه، ومنافسة المطابقة للصيد، وتاتغراض الرياضية المماثلة. هذه القائمة ليست شاملة، وينص القانون علي ان عدم وجود سلاح ناري من القائمة المعفاة لا يعني انه تم حظره الا إذا استوفي تعريف «سلاح الهجوم شبه التلقائي».قدم القانون اعفاء لاستخدام «الأسلحة الهجومية شبه الالية وليتم تصنيعها، ونقلها وامتلاكها بواسطة نفاذ القانون ولاغراض الاختبار أو التجريب المأمون بها», وكذلك التحويلات لأغراض الأمن الفيدرالي بموجب قانون الطاقة الذرية و «الحيازة من قبل ضباط انقاذ القانون المتقاعدين الذين ليسوا حائزا محظورا بموجب القانون».
- فالعقد "أعفي أيضا أي سلاح ناري يتم تشغيله يدويا 1) بواسطة عمل البرغي أو المضخة أو الأنزلاق. 2)قد أصبح غير قابل للتشغيل بشكل دائم. 3)أ سلاح ناري عتيق.
- كما أن القانون «لا ينطبق علي أي نصف آلية لا يمكنها قبول مجلة قابلة للفصل تحتوي علي أكثر من خمس جولات من الذخيرة ولا أي بندقية نصف آلية لا يمكن أن تحمل أكثر من خمس جولات من الذخيرة في مكان ثابت أو قابل للفصل».
- فقدم العقد أيضا اعفاءا لاستخدام "الأسلحة الهجومية شبه الآلية وذات سعة ذخيرة كبيرة ليتم تصنيعها ونقلها، والتي تمتلكها أجهزة انقاذ القانون ولأغراض الاختبار أو التجريب المأذون بها وكذلك التحويلات لأغراض الأمن الفدرالي بموجب  "قانون الطاقة الذرية ". حيازتها من قبل ضباط انقاذالقانون المتقاعدي الذين ليسوا محال الا بموجب القانون.
- [1]

في عام 1989 قبل سن تشريع 1994 ،إدارة جورج إتش دبليو بوش قد حظرت استيراد أجنبية الصنع، بنادق شبه إليه أن يكون «مشروعا الرياضية». لم تؤثر مماثلة ولكن تصنيعها محليا بنادق. (قانون الرقابة علي الأسلحة لعام 1968 ‏ يعطي السلطة التقديرية للنائب العام الولايات المتحدة أن يختار ما إذا كان «يأذن سلاح ناري أو ذخيرة سيتم استيرادها أو جلبت إلى الولايات المتحدة» في إطار ما يعرف باسم «اختبار العرض الرياضي».)  في أعقاب سن حظر الأسلحة الهجومية الفدرالية،  قرر مكتب الكحوليات و التبغ و الأسلحة النارية أن «بعض شبه بنادق هجومية لم يعد من الممكن  استيرادها حتى ولو كانت المسموح استيرادها بموجب 1989 'الرياضية لأغراض اختبار' لأنها قد تم تعديلها لإزالة جميع العسكرية ميزات أخرى من القدرة على قبول انفصال مجلة»، وذلك في نيسان / أبريل 1998 «يحظر استيراد 56 هذه البنادق، وتحديد أنها لا تفي 'الرياضية لأغراض اختبار'».

### معايير سلاح الهجوم
في اطار الحظر علي الأسلحة الهجومية لعام 1994, تضمن تعريف «سلاح الهجوم شبه التلقائي» نماذج اسلحه ناريه شبه اوتوماتيكيه محدده بالاسم، وغيرها من الاسلحه الناريه الشبه الألية التي تمتلك اثنين أو أكثر من شكل معين:  

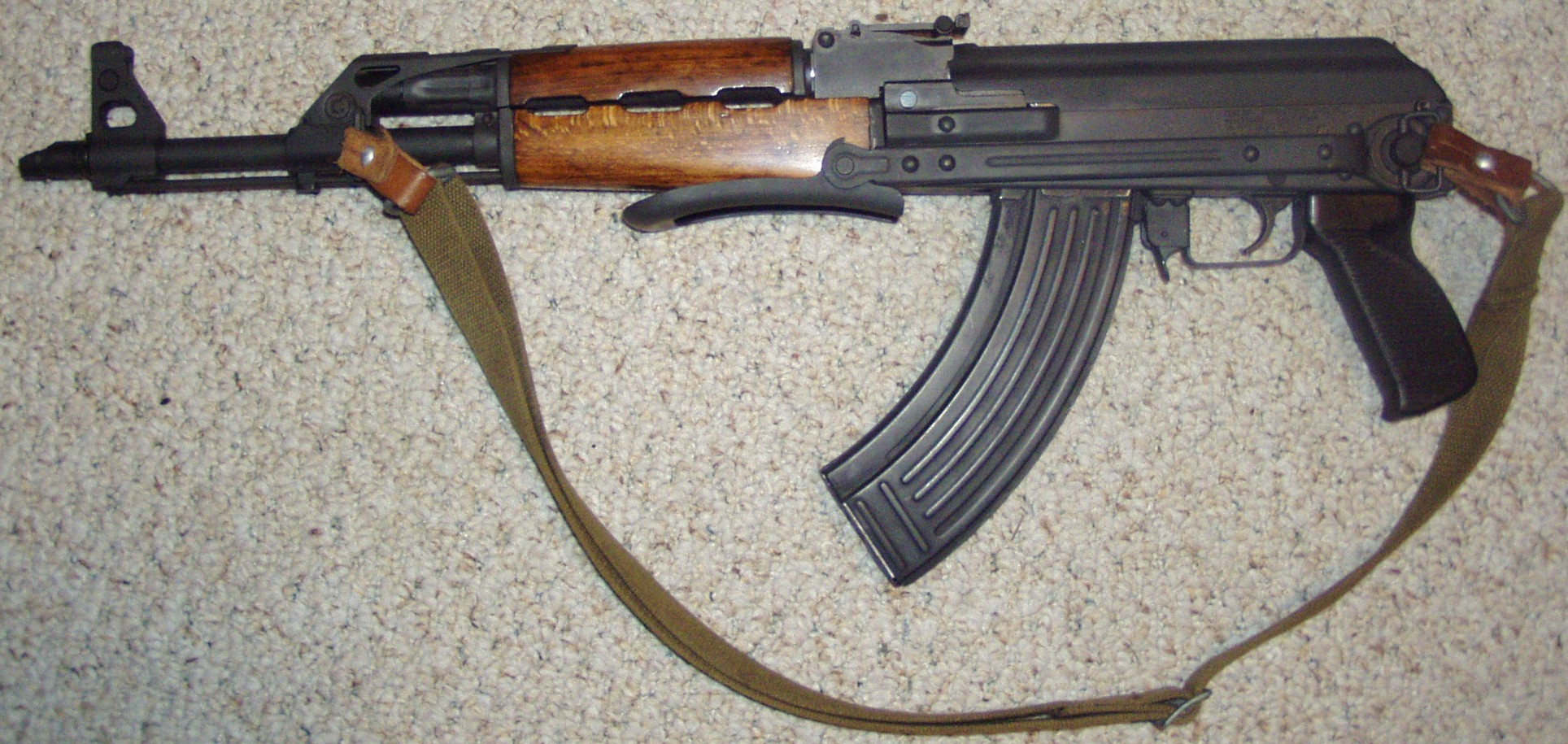
أيه كيه أم البندقية النصف آليه.

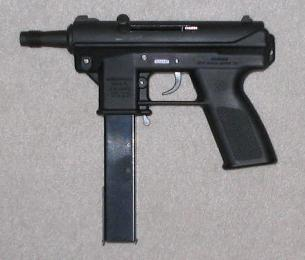
انتراتيك تى إي سي-دى سي 9 تحتوى على 32 سلسلة ذخيرة؛ مسدس نصف آلى تم تصنيفه سابقاً كسلاح هجوم تحت القانون الفيدرالي.

البنادق النصف آلية قادرة على قبول الذخائر القابلة للانفصال واثنين أو أكثر من ما يلي:
وحدد الحظر ما يلي: الأسلحة النارية النصف آلية  وعلاوة على ذلك أي نسخ أو عناصر مكررة منهم من أي عيار من الأسلحة الهجومية:
| اسم السلاح الناري                                             | قبل حظر الوضع القانوني الإتحادى |
| ------------------------------------------------------------- | ------------------------------- |
| نورينكو، ميتشل،أيه كيه-47(جميع الأنواع)                       | الواردات المحظورة في عام 1989   |
| أسلحة الصناعات العسكرية الإسرائيليةعوزي وآي أم آي جليل        | الواردات المحظورة في عام 1989   |
| بيريتا إيه أر-70 (إس سي-70)                                   | الواردات المحظورة في عام 1989   |
| مسدس AR-15                                                    | شرعي                            |
| الشركة الوطنية لصناعة الأسلحة الناريةإف إن/ فال،إف إن-لار،فنك | الواردات المحظورة في عام 1989   |
| إس دبليو دي (طرازماك)ماك-10، إم 11/9، إم 12                   | شرعى                            |
| شتاير أوج                                                     | الواردات المحظورة في عام 1989   |
| تك-9، تك-دي سي 9، تي إي سي-22                                 | شرعي                            |
| مسدس دوار / شوزن مثل (أو يشبه) المكنسة الصغيره وسترايكر 12    | شرعي                            |

### الميزات الشكلية
وقد أشار أنصار مكافحة السلاح والمدافعون عن حقوق السلاح إلى بعض الميزات الواردة في قانون الحظر على الأسلحة الهجومية الفدرالية لعام 1994بوصفها على أنها أسلحة هيكلية. 
الاتحاد القومي للأسلحة ومركز السياسات المتعلقة بالعنف كلاهما استخدم هذا المصطلح في المنشورات التي أصدروها عندما انتهى الحظر في سبتمبر 2004. 
  وصرح المركز القانونى لمنع العنف المسلح  في مايو 2010 «إن الإدراج في قائمة الميزات التي كانت ذات طابع هيكلى بحت أنشأ ثغرة سمحت للمصنعين بالتحايل بنجاح على القانون عن طريق إجراء تعديلات طفيفة على الأسلحة التي ينتجونها بالفعل.»
وتم تكرار هذا المصطلح في عدة قصص بعد مذبحة أورورا 2012 و حادثة إطلاق نار مدرسة ساندي هوك الابتدائية.
ذكر ماركو روبيو هذه القضية خلال منتدي دار البلدية ردا على أسئلة الناجيين من حادثة إطلاق النار في باركلاند 2018، فلوريدا.
P

## الطعون القضائية
لو وضح تقرير دائرة البحوث التابعة للكونجرس (سي أر إس) في فبراير 2013 للكونجرس أن "قانون حظر الأسلحة الهجومية تم طعنه دون جدوي باعتباره انتهاك للعديد من الأحكام الدستورية." وأضاف التقرير ان الطعون للأحكام الدستورية الثلاثة قد تم رفضها بسهولة."
ولم يكن الحظر عبارة عن مصادرة غير مسموح بها.
وهو لم يكن غامضا بشكل غير دستوري.
وكان حكما لا يتعارض معالتعديل التاسع من قبل محكمة الاستئناف للدائرة التاسعة.
وقد يستغرق المزيد من الوقت لاتخاذ قرار للطعون التابعة للحكمين الآخرين.
وخلال تقييم التحديات التي تواجه الحظر بموجب البند التجاري، قامت المحكمة بتقييم الكونجرس الذي ينظمه بموجب البند أولا، وثانيا حللت منع المحظورات المفروضه على التصنيع والنقل والحيازة.
ورأت المحكمة «أنه لا يمكن القول إن تصنيع ونقل الأسلحة الهجومية نصف الآلية لسوق وطنية لا يمكن تنظيمه لأن النشاط يؤثر جوهريا على التجارة بين الولايات.»
ويقال أيضا أن "الغرض من الحظر على الحيازة لهصله تجارية واضحة."
كما تم الطعن في القانون بموجب بند الحماية المتساوية.
وقد قيل أيضا أنها حظرت بعض الأسلحة نصف الآلية التي كانت متكافئة وظيفيا للأسلحة نصف الآلية المستثناة وأن القيام بذلك على أساس مزيج من الخصائص الأخرى لا يخدم أي مصلحة حكومية مشروعة. صرحت المحكمة المراجعة انه «كان من المنطقي تماما للكونجرس ان يتخير منع هذه الاسلحة المستخدمة بكثرة لأغراض الجريمة وان يترك الاسلحة التي تستخدم فقط بغرض الترفيه». ووجدت أيضا ان كل خاصية تستخدم لجعل السلاح ربما أكثر خطرا ولا تستخدم بكثرة على الاسلحة المصممه فقط للصيد.
وطبقا للتعديل الثاني، لم يتم ابدا محاولة تعدي حظر الاسلحة الفيدرالية ومنذ انتهاءه في 2004, دار هناك نقاش حول انه كيف سيكون آداؤها في ضوء القضايا التي تم اقرارها السنوات التالية وبخاصة مقاطعة (كولومبيا ف. هيلير 2008)
نسخة محفوظة February 28, 2009, على موقع واي باك مشين.
نسخة محفوظة February 28, 2009, على موقع واي باك مشين.
نسخة محفوظة February 28, 2009, على موقع واي باك مشين.
نسخة محفوظة February 28, 2009, على موقع واي باك مشين.
نسخة محفوظة February 28, 2009, على موقع واي باك مشين.
نسخة محفوظة February 28, 2009, على موقع واي باك مشين.
نسخة محفوظة February 28, 2009, على موقع واي باك مشين.
نسخة محفوظة February 28, 2009, على موقع واي باك مشين.
نسخة محفوظة February 28, 2009, على موقع واي باك مشين.

## دراسات حول مدى فاعلية التشريع
اكتشفت دراسة نفذها كل من (كوبر) و (روث) في 2002 انه في الوقت الذي أصبح فيه الخطر قانونا، ازدادت اسعار الاسلحة الهجومية بشكل كبير الا ان تم عكس هذه الزيادة في عدة أشهر بعد ذلك بسبب طفرة في إنتاج هذه الاسلحة التي وقعت قبل الحظر مباشرة.
a
.وفي 2003, فحص فريق العمل على الخدمات الوقائية المجتمعية- وهي فرقة عمل مستقلة غير فيدرالية- مجموعه متنوعة من قوانين الاسلحة النارية بما في ذلك (أ.و.ب)ولم يجد دليلا كافيا لتحديد تاثير أي من قوانين الاسلحة النارية لمنع العنف. صرح استعراض نقدي لبحوث الاسلحة النارية من قبل لجنة مجلس البحوث الوطنية انه لم تكشف دراسة اكاديمية لحظر الاسلحة الهجومية عن أي آثار واضحة عن نتائج العنف بالاسلحة النارية، ودونت اللجنة أيضا قول اصحاب الدراسة بان البنادق كانت تستخدم بشكل اجرامي بنسبة قليلة قبل الحظر وسيكون اقصى تأثير محتمل على نتائج عنف البنادق صغيرا جدا.
وجد تقرير بحثي بتكليف من المعهد الوطني للعدالة في 2004 انه ينبغي تجديد الحظر، فمن المحتمل ان تكون آثاره على عنف السلاح صغيرة وربما صغيرة للغاية بالنسبة لقياس موثوق به لأن البنادق عموما - بما في ذلك البنادق التي يشار اليها ب «البنادق الهجومية» أو «السلاح الهجومية»- نادرا ما تستخدم في جرائم السلاح. تلك الدراسة التي نفذها كل من (كريستوفر كوبر),(دانيال وودز),(جيفري روث) بمركز (جيري لي) لعلم الجريمة بجامعة بنسلفانيا لم تعثر على أدلة ذات دلالة احصائية على ان حظر الاسلحة الهجومية أو الحظر المفروض على المجلات التي تحمل أكثر من 10 جولات قد أدى لتقليل جرائم القتل بالأسلحة، كما أفاد اصحاب تلك الدراسة انه لم يكن هناك أي انخفاض ملحوظ في العنف الناتج عن استخدام الاسلحة النارية والحاق الضرر به استنادا إلى مؤشرات مثل النسبة المئوية لجرائم الاسلحة التي أدت للوفاة أو نسبة حوادث اطلاق النار التي ادت إلى الإصابة.
في 2004, أمعن مركز (برادي) لمنع عنف السلاح النظر في تأثير حظر الاسلحة الهجومية، وبفحص 1,4 مليون من البنادق المتورطة في الجريمة في فترة الخمس سنوات قبل سن قانون الاسلحة الهجومية الفدرالية (1990-1994) شكلت الاسلحة الهجومية المذكوره في القانون 4,82 % من آثار بندقية الجريمة التي اجرتها هيئة مكافحة التبغ والكحول والاسلحة النارية (أي تي اف) في جميع أنحاء البلاد، غير ان هذه الاسلحة- منذ صدور القانون- لم تشكل سوى 1,61 % من المدافع التي قد ترجع للجريمة. ومع ذلك تضيف الصفحة العاشرة من تقرير (برادي) ان «تقييم الاسلحة المقلدة امر ضروري».وبالإضافة إلى تلك الاسلحة المقلدة، خلص التقرير إلى انه في فترة مابعد الحظر، شكلت نفس المجموعة من البنادق 3,1 % من آثار (أي تي اف) بانخفاض قدره 45%. صرح المتحدث باسم مكافحة التبغ والكحول والاسلحة النارية والمتفجرات انه لا يمكن باي حال من الاحوال ان يشهد على صحة التقرير.
عام 2013 اجرى دوب دراسة أظهرت أن الحظرالفيدرالي للأسلحة القتالية عام 1994 كان له تأثير يكاد يكون معدوم على جرائم العنف في المكسيك. في حين ان مدة انتهاء القانون الفيدرالي لحظر الأسلحة عام 2004 إلى جانب عدم الإستقرار السياسي كان مرتبط بزيادة في عمليات قتل بين البلديات المكسيكية جانب الحدود باستخدام هذه الأسلحة. وفي عام 2013، راجع كوبرالدراسات التي تناقش آثار الحظر وتوصل إلي أن آثار الحظر على الجرائم المرتكبة باستخدام هذه الأسلحة القتالية تداخلت بسبب وجود ثغرات عديدة متنوعة. كما أضاف ملخصا أنه يبدو أن الحظر لم يؤثر على نسبة معدلات الجريمة باستخدام الأسلحة النارية، ولكن كان من الممكن أن يقلل عمليات الإطلاق إذا كان تم تجديده عام 2004.  
يشير بحث قام به مدافع عن استخدام السلاح جون لوت، انه لم يجد أي تأثير لقوانين الحظر هذه على معدلات جرائم العنف، ولكنه وضع أدلة تشير الي أن قوانين الحظر قد تكون نسبة عرض الاسلحة لأكثر من 20%. وتركز دراسات كوبر، وودز وروث على سلاح الجريمة في حين تركز دراسة لوت على جرائم القتل، والاغتصاب، والسطو، والاعتداءات الجسيمة. فعلى عكس أبحاثهم، بحث لوت يهتم بحظرالاعتداءات الدولية بالأسلحة و 12 نوع مختلف لقوانين السيطرة على استخدام السلاح.
في تقرير لعام 2013 قامت سامانثا بريكنيل من المعهد الأسترالي لعلم الجريمة، وليميو، وتيم برينزلر بمقارنة حوادث إطلاق النار بين أمريكا وأستراليا ووجد أن «الهيئة الوطنية للأغذية 1996 تزامنت مع وقف الاحوادث اطلاق النار» في أستراليا وأيضا وجد انه كان هناك انخفاضات في أمريكا ظهرت بشكل واضح اثناء قانون الولايات المتحدة الفيدرالي بحظر الاعتداءات بالأسلحة 1994-2004 

## الجهود المبذولة لتجديد الحظر
في 13 سبتمير 2004 انهتى حظر الأسلحة القتالية. وقد فشلت المحاولات العديدة لتجديد أو تبديل الحظر.
بين مايو 2003 ويونيو 2008 قدم عضو مجلس الشيوخ الأمريكي ديان فاينشتاين، والنواب مايكل كاسل، والسي هاستينغز ومارك كيرك مشاريع قوانين لإعادة إقرار هذا الحظر، وأثناء هذه المدة قام عضو مجلس الشيوخ فرانك لوتينبرغ والنائبة كارولين مكارثي بتقديم مشاريع قوانين مماثلة لعمل قانون حظر جديد بتعريف منقح للأسلحة القتالية. ولكن لم يوضع أي منهم قيد التنفيذ.
بعد انتخابات نوفمبر 2008، وضع موقع الرئيس المنتخب باراك أوباما اجندة تفصيلية للإدارة المقبلة. وقد تضمنت التصاريح المعلنة «جعل الحظر الفيدرالي للأسلحة القتالية دائم.» وبعد ثلاثة أشهر، كرر المدعي العام إريك هولدر الذي أدي اليمين الدستورية حديثا رغبة إدارة أوباما بإعادة الحظر. جاء ذكر هذا ردا على سؤال طرح أثناء مؤتمر صحفي مشترك معنائب مدير إدارة مكافحة المخدرات ميشيل ليونهارت حيث كانت تتم مناقشة المجهودات المبذولة لقمع عصابات المخدرات المكسيكية. قال المدعي العام إريك هولدر «..... يوجد فقط القليل من التغيرات مرتبطة بالأسلحة نريد أن نقوم بها، ومن بينهم إعادة الحظر على بيع الأسلحة القتالية.»  
قد بذلت مجهودات فرض حظر فيدرالي جديد على الأسلحة القتالية في ديسمبر 2012 بعد حادثة إطلاق السلاح بمدرسة ساندي هووك الإبتدائية في نيوتاون، كونيتيكت. في 24 يناير 2013 قدم عضو مجلس الشيوخ فاينشتاين بند 150 الخاص بحظر الأسلحة الهجومية في 2013. مشروع القانون كان مماثل ل حظر عام 1994 ولكنه إختلف في أنه لن ينتهي بعد 10 أعوام، واستخدم اختبار أحادي الخاصية لسلاح ناري ليؤهله لاستخدامه كسلاح هجومي بدلا من استخدام الاختبار ثنائي الخاصية الخاص بالحظر الوهمي. وفد الحزب الجمهوري عن تكساس في الكونجرس والمؤسسة الوطنية للسلاح شجبت مشروع قانون فاينشتاين. في 14مارس 2013 وافقت لجنة الشئون القضائية بمجلس الشيوخ على نسخة من مشروع القانون تتناسب مع سياسة الحزب. وفي 17 إبريل 2013، فشل فرض حظر الأسلحة الهجومية 2013 بنسبة 40 ل 60 صوت من أصوات مجلس الشيوخ.  .